# San Juan las Palmas
San Juan las Palmas är en ort i Mexiko.   Den ligger i kommunen Tecoanapa och delstaten Guerrero, i den södra delen av landet, 280 km söder om huvudstaden Mexico City. San Juan las Palmas ligger 190 meter över havet och antalet invånare är 363.
Terrängen runt San Juan las Palmas är platt åt sydost, men åt nordväst är den kuperad. Runt San Juan las Palmas är det ganska glesbefolkat, med 42 invånare per kvadratkilometer. Närmaste större samhälle är Ayutla de los Libres, 10,0 km nordost om San Juan las Palmas. Omgivningarna runt San Juan las Palmas är en mosaik av jordbruksmark och naturlig växtlighet.